# Ett päron till farsa: Nästa generation
Ett päron till farsa: Nästa generation (engelska: Vacation) är en amerikansk komedifilm som hade världspremiär den 29 juli 2015. Den hade biopremiär i USA den 29 juli 2015 och Sverigepremiär den 11 september samma år. Filmen är regisserad av Jonathan Goldstein och John Francis Daley med bland annat Ed Helms, Christina Applegate och Chevy Chase i rollerna.
Filmen är den femte i filmserien Ett päron till farsa. Tidigare filmer är  Ett päron till farsa! (1983), Ett päron till farsa på semester i Europa (1985), Ett päron till farsa firar jul (1989) och Ett päron till farsa i Las Vegas (1997).

## Handling
Rusty Griswold (Ed Helms) tar med sin familj på en resa till "Walley World" för att ordna sitt förhållande med sin fru Debbie (Christina Applegate) och sina söner James (Skyler Gisondo) och Kevin (Steele Stebbins).

## Rollista (urval)
| Ed Helms            | – Russel "Rusty" Griswold  |
| Christina Applegate | – Debbie Griswold          |
| Skyler Gisondo      | – James Griswold           |
| Steele Stebbins     | – Kevin Griswold           |
| Chris Hemsworth     | – Stone Crandall           |
| Leslie Mann         | – Audrey Griswold-Crandall |
| Chevy Chase         | – Clark Griswold           |
| Beverly D'Angelo    | – Ellen Griswold           |
| Charlie Day         | – Chad                     |
| Hannah Davis        | – Tjejen i Ferrari         |
| Catherine Missal    | – Adena                    |
| Ron Livingston      | – Ethan                    |
| Norman Reedus       | – Trucker                  |
| Keegan-Michael Key  | – Jack Peterson            |
| Regina Hall         | – Nancy Peterson           |
| Elizabeth Gillies   | – Heather                  |
| Michael Peña        | – New Mexicopolis          |
| Nick Kroll          | – Coloradopolis            |
| Kaitlin Olson       | – Arizonapolis             |
| Tim Heidecker       | – Utahpolis                |